# Буковий праліс (заповідне урочище, Кіцманський район)
Бу́ковий пралі́с — заповідне урочище місцевого значення в Україні. Розташоване в межах Кіцманського району Чернівецької області, на південь від села Ревне. 
Площа 27 га. Статус надано згідно з рішенням облвиконкому від 30.05.1979 року № 198. Перебуває у віданні ДП «Чернівецький лісгосп» (Ревнянське л-во, кв. 5). 
Статус надано для збереження ділянки з буковим пралісом віком 160 років з участю дуба віком 150—260 років.